# Slag bij Thermopylae (279 v.Chr.)
De Slag bij Thermopylae vond plaats in 279 v.Chr. ter hoogte van de bergpas Thermopylae en was een veldslag tijdens de inval van de Kelten in de Balkan. De Keltische hoofdaanvoerder Brennus probeerde de cultusplaats Delphi te plunderen. 

## Achtergrond
Na de dood van Alexander de Grote braken de diadochenoorlogen uit. De Slag bij Ipsos in 301 v.Chr. betekende het einde van het Macedonische Rijk. Na de dood van Kassander, koning van Griekenland, in 297 v.Chr. ontstond er opnieuw een troonstrijd. In 281 v.Chr. kwam Ptolemaeus Keraunos aan de macht van een verzwakt koninkrijk. Tijdens de inval van de Kelten werd hij in 279 v.Chr. gevangengenomen en onthoofd. Griekenland was nu een verdeeld land.

## Brennus' veldtocht naar Delphi
Ter hoogte van de bergpas Thermopylae werd Brennus opgewacht door een coalitie Grieken en leed zware verliezen. Brennus kreeg de hulp van de de inwoners van Heraclea, die zijn troepen hielpen de bergpas te omzeilen. De Grieken konden ternauwernood vluchten via de zee.
Brennus vervolgde zijn weg naar Delphi, maar slaagde er niet in het heiligdom te veroveren, hij raakte zwaargewond en even later pleegde hij zelfmoord.

## Vervolg
Het grootste deel van de Kelten trok zich terug uit de Balkan, een deel bleef en stichtte het koninkrijk Tylis en nog een ander deel werd huurling in het leger van Nicomedes I van Bithynië.  In ruil voor hun bewezen diensten kregen deze Kelten een stuk land toegewezen, dat land werd Galatië genoemd en de bewoners Galaten.